# Tournoi de tennis de Bruxelles
Le tournoi de Bruxelles est un tournoi de tennis féminin du circuit professionnel WTA et masculin du circuit professionnel ATP.
L'épreuve féminine est organisée à Bruxelles à compter de 2011, et ce pour au moins huit ans, une semaine avant Roland-Garros, sur terre battue. Le tournoi se joue au Royal Primerose Tennis Club, avenue du Gros-Tilleul à Laeken, non loin de l'Atomium. La première édition se déroule du 16 au 21 mai 2011. Il remplace l'Open de Varsovie, financièrement déficitaire. Fin 2013, les organisateurs décident de retirer le tournoi du calendrier 2014 pour des raisons financières.
Le tournoi masculin s'est disputé de 1969 à 1992 sur différentes surfaces : sur terre battue de 1969 à 1972 et de 1977 à 1981 (juin), sur moquette en salle en 1973, en 1981 (mars) et de 1983 à 1992 et sur dur en salle en 1982. Seuls Tom Okker, Boris Becker, Peter McNamara et Mats Wilander ont remporté ce tournoi à deux reprises en simple.

## Palmarès dames

### Simple
| No | Date       | Nom et lieu du tournoi               | Catégorie | Dotation  | Surface      | Vainqueure          | Finaliste    | Score         |         |
| -- | ---------- | ------------------------------------ | --------- | --------- | ------------ | ------------------- | ------------ | ------------- | ------- |
| 1  | 16-05-2011 | Brussels Open by GDF Suez, Bruxelles | Premier   | 618 000 $ | Terre (ext.) | Caroline Wozniacki  | Peng Shuai   | 2-6, 6-3, 6-3 | Tableau |
| 2  | 21-05-2012 | Brussels Open, Bruxelles             | Premier   | 637 000 $ | Terre (ext.) | Agnieszka Radwańska | Simona Halep | 7-5, 6-0      | Tableau |
| 3  | 20-05-2013 | Brussels Open, Bruxelles             | Premier   | 690 000 $ | Terre (ext.) | Kaia Kanepi         | Peng Shuai   | 6-2, 7-5      | Tableau |

### Double
| No | Date       | Nom et lieu du tournoi              | Catégorie | Dotation  | Surface      | Vainqueures                         | Finalistes                     | Score            |         |
| -- | ---------- | ----------------------------------- | --------- | --------- | ------------ | ----------------------------------- | ------------------------------ | ---------------- | ------- |
| 1  | 16-05-2011 | Brussels Open by GDF Suez Bruxelles | Premier   | 618 000 $ | Terre (ext.) | Andrea Hlaváčková Galina Voskoboeva | Klaudia Jans Alicja Rosolska   | 3-6, 6-0, [10-5] | Tableau |
| 2  | 21-05-2012 | Brussels Open Bruxelles             | Premier   | 637 000 $ | Terre (ext.) | Bethanie Mattek-Sands Sania Mirza   | Alicja Rosolska Zheng Jie      | 6-3, 6-2         | Tableau |
| 3  | 20-05-2013 | Brussels Open Bruxelles             | Premier   | 690 000 $ | Terre (ext.) | Anna-Lena Grönefeld Květa Peschke   | Gabriela Dabrowski Shahar Peer | 6-0, 6-3         | Tableau |

## Palmarès messieurs

### Simple
| No | Date       | Nom et lieu du tournoi                 | Catégorie           | Dotation       | Surface         | Vainqueur        | Finaliste         | Score                       |                |
| -- | ---------- | -------------------------------------- | ------------------- | -------------- | --------------- | ---------------- | ----------------- | --------------------------- | -------------- |
| 1  | 12-05-1969 | , Bruxelles                            |                     | NC $           | Terre (ext.)    | Tom Okker        | Željko Franulović | 6-4, 1-6, 6-2, 6-2          |                |
| 2  | 11-05-1970 | , Bruxelles                            |                     | NC $           | Terre (ext.)    | Tom Okker        | Ilie Năstase      | 6-3, 6-4, 0-6, 4-6, 6-4     |                |
| 3  | 24-05-1971 | , Bruxelles                            |                     | NC $           | Terre (ext.)    | Cliff Drysdale   | Ilie Năstase      | 6-0, 6-1, 7-5               |                |
| 4  | 15-05-1972 | , Bruxelles                            |                     | NC $           | Terre (ext.)    | Manuel Orantes   | Andrés Gimeno     | 6-4, 6-1, 2-6, 7-5          |                |
| 5  | 09-04-1973 | , Bruxelles                            |                     | 50 000 $       | Moquette (int.) | Stan Smith       | Rod Laver         | 6-2, 6-4, 6-1               |                |
|    | 1974-1976  | Pas de tournoi                         | Pas de tournoi      | Pas de tournoi | Pas de tournoi  | Pas de tournoi   | Pas de tournoi    | Pas de tournoi              | Pas de tournoi |
| 6  | 06-06-1977 | , Bruxelles                            |                     | 75 000 $       | Terre (ext.)    | Harold Solomon   | Karl Meiler       | 7-5, 3-6, 2-6, 6-3, 6-4     |                |
| 7  | 12-06-1978 | , Bruxelles                            |                     | 50 000 $       | Terre (ext.)    | Werner Zirngibl  | Ricardo Cano      | 1-6, 6-3, 6-4, 6-3          |                |
| 8  | 11-06-1979 | , Bruxelles                            |                     | 50 000 $       | Terre (ext.)    | Balázs Taróczy   | Ivan Lendl        | 6-1, 1-6, 6-3               |                |
| 9  | 09-06-1980 | , Bruxelles                            |                     | 50 000 $       | Terre (ext.)    | Peter McNamara   | Balázs Taróczy    | 7-6, 6-3, 6-0               |                |
| 10 | 09-03-1981 | , Bruxelles                            |                     | 175 000 $      | Moquette (int.) | Jimmy Connors    | Brian Gottfried   | 6-2, 6-4, 6-3               |                |
| 11 | 08-06-1981 | , Bruxelles                            |                     | 50 000 $       | Terre (ext.)    | Marko Ostoja     | Ricardo Ycaza     | 4-6, 6-4, 7-5               |                |
| 12 | 08-03-1982 | , Bruxelles                            |                     | 250 000 $      | Moquette (int.) | Vitas Gerulaitis | Mats Wilander     | 4-6, 7-6, 6-2               |                |
| 13 | 07-03-1983 | , Bruxelles                            |                     | 250 000 $      | Moquette (int.) | Peter McNamara   | Ivan Lendl        | 6-4, 4-6, 7-6               |                |
| 14 | 05-03-1984 | Belgian Indoor Championship, Bruxelles |                     | 250 000 $      | Moquette (int.) | John McEnroe     | Ivan Lendl        | 6-1, 6-3                    |                |
| 15 | 11-03-1985 | Belgian Indoor Championship, Bruxelles |                     | 210 000 $      | Moquette (int.) | Anders Järryd    | Mats Wilander     | 6-4, 3-6, 7-5               |                |
| 16 | 17-03-1986 | Belgian Indoor Championship, Bruxelles |                     | 250 000 $      | Moquette (int.) | Mats Wilander    | Broderick Dyke    | 6-2, 6-3                    | Tableau        |
| 17 | 23-03-1987 | Belgian Indoor Championship, Bruxelles |                     | 250 000 $      | Moquette (int.) | Mats Wilander    | John McEnroe      | 6-3, 6-4                    | Tableau        |
| 18 | 21-11-1988 | Belgian Indoor Championship, Bruxelles |                     | 372 500 $      | Moquette (int.) | Henri Leconte    | Jakob Hlasek      | 7-6, 7-6, 6-4               |                |
|    | 1989       | Pas de tournoi                         | Pas de tournoi      | Pas de tournoi | Pas de tournoi  | Pas de tournoi   | Pas de tournoi    | Pas de tournoi              | Pas de tournoi |
| 19 | 12-02-1990 | Belgian Indoor Championship, Bruxelles | Championship Series | 465 000 $      | Moquette (int.) | Boris Becker     | Carl-Uwe Steeb    | 7-5, 6-2, 6-2               |                |
| 20 | 11-02-1991 | Donnay Indoor Championship, Bruxelles  | Championship Series | 465 000 $      | Moquette (int.) | Guy Forget       | Andreï Cherkasov  | 6-3, 7-5, 3-6, 7-6          |                |
| 21 | 10-02-1992 | Donnay Indoor Championship, Bruxelles  | Championship Series | 665 000 $      | Moquette (int.) | Boris Becker     | Jim Courier       | 65-7, 2-6, 7-610, 7-65, 7-5 |                |

### Double
| No | Date       | Nom et lieu du tournoi                 | Catégorie                          | Dotation                           | Surface                            | Vainqueurs                           | Finalistes                         | Score                              |                                    |
| -- | ---------- | -------------------------------------- | ---------------------------------- | ---------------------------------- | ---------------------------------- | ------------------------------------ | ---------------------------------- | ---------------------------------- | ---------------------------------- |
| 1  | 12-05-1969 | , Bruxelles                            |                                    | NC $                               | Terre (ext.)                       | John Newcombe Tom Okker              | Bob Hewitt Frew McMillan           | 7-5, 6-4, 4-6, 8-6                 |                                    |
|    | 11-05-1970 | Pas de tableau de double messieurs     | Pas de tableau de double messieurs | Pas de tableau de double messieurs | Pas de tableau de double messieurs | Pas de tableau de double messieurs   | Pas de tableau de double messieurs | Pas de tableau de double messieurs | Pas de tableau de double messieurs |
| 2  | 24-05-1971 | , Bruxelles                            |                                    | NC $                               | Terre (ext.)                       | Tom Okker Marty Riessen              | Ilie Năstase Ion Țiriac            | Non joué                           |                                    |
| 3  | 15-05-1972 | , Bruxelles                            |                                    | NC $                               | Terre (ext.)                       | Juan Gisbert Manuel Orantes          | Patricio Cornejo Jaime Fillol      | 9-7, 6-3                           |                                    |
| 4  | 09-04-1973 | , Bruxelles                            |                                    | 50 000 $                           | Moquette (int.)                    | Robert Lutz Stan Smith               | John Alexander Phil Dent           | 6-4, 7-6                           |                                    |
|    | 1974-1976  | Pas de tournoi                         | Pas de tournoi                     | Pas de tournoi                     | Pas de tournoi                     | Pas de tournoi                       | Pas de tournoi                     | Pas de tournoi                     | Pas de tournoi                     |
| 5  | 06-06-1977 | , Bruxelles                            |                                    | 75 000 $                           | Terre (ext.)                       | Jiří Hřebec Hans Kary                | František Pala Balázs Taróczy      | 2-6, 6-4, 2-2, n.f.                |                                    |
| 6  | 12-06-1978 | , Bruxelles                            |                                    | 50 000 $                           | Terre (ext.)                       | Jean-Louis Haillet Antonio Zugarelli | Onny Parun Vladimír Zedník         | 6-3, 4-6, 7-5                      |                                    |
| 7  | 11-06-1979 | , Bruxelles                            |                                    | 50 000 $                           | Terre (ext.)                       | Peter McNamara Billy Martin          | Carlos Kirmayr Balázs Taróczy      | 5-7, 7-5, 6-4                      |                                    |
| 8  | 09-06-1980 | , Bruxelles                            |                                    | 50 000 $                           | Terre (ext.)                       | Steve Krulevitz Thierry Stevaux      | Eric Fromm Cary Leeds              | 6-3, 7-5                           |                                    |
| 9  | 09-03-1981 | , Bruxelles                            |                                    | 175 000 $                          | Moquette (int.)                    | Sandy Mayer Frew McMillan            | Kevin Curren Steve Denton          | 4-6, 6-3, 6-3                      |                                    |
| 10 | 08-06-1981 | , Bruxelles                            |                                    | 50 000 $                           | Terre (ext.)                       | Ricardo Cano Andrés Gómez            | Carlos Kirmayr Cássio Motta        | 6-2, 6-2                           |                                    |
| 11 | 08-03-1982 | , Bruxelles                            |                                    | 250 000 $                          | Moquette (int.)                    | Pavel Složil Sherwood Stewart        | Tracy Delatte Chris Dunk           | 6-4, 6-7, 7-5                      |                                    |
| 12 | 07-03-1983 | , Bruxelles                            |                                    | 250 000 $                          | Moquette (int.)                    | Heinz Günthardt Balázs Taróczy       | Hans Simonsson Mats Wilander       | 6-2, 6-4                           |                                    |
| 13 | 05-03-1984 | Belgian Indoor Championship, Bruxelles |                                    | 250 000 $                          | Moquette (int.)                    | Tim Gullikson Tom Gullikson          | Kevin Curren Steve Denton          | 6-4, 6-7, 7-6                      |                                    |
| 14 | 11-03-1985 | Belgian Indoor Championship, Bruxelles |                                    | 210 000 $                          | Moquette (int.)                    | Stefan Edberg Anders Järryd          | Kevin Curren Wojtek Fibak          | 6-3, 7-6                           |                                    |
| 15 | 17-03-1986 | Belgian Indoor Championship, Bruxelles |                                    | 250 000 $                          | Moquette (int.)                    | Boris Becker Slobodan Živojinović    | John Fitzgerald Tomáš Šmíd         | 7-6, 7-5                           | Tableau                            |
| 16 | 23-03-1987 | Belgian Indoor Championship, Bruxelles |                                    | 250 000 $                          | Moquette (int.)                    | Boris Becker Slobodan Živojinović    | Chip Hooper Mike Leach             | 7-6, 7-6                           | Tableau                            |
| 17 | 21-11-1988 | Belgian Indoor Championship, Bruxelles |                                    | 372 500 $                          | Moquette (int.)                    | Wally Masur Tom Nijssen              | John Fitzgerald Tomáš Šmíd         | 7-5, 7-6                           |                                    |
|    | 1989       | Pas de tournoi                         | Pas de tournoi                     | Pas de tournoi                     | Pas de tournoi                     | Pas de tournoi                       | Pas de tournoi                     | Pas de tournoi                     | Pas de tournoi                     |
| 18 | 12-02-1990 | Belgian Indoor Championship, Bruxelles | Championship Series                | 465 000 $                          | Moquette (int.)                    | Emilio Sánchez Slobodan Živojinović  | Goran Ivanišević Balázs Taróczy    | 7-5, 6-3                           |                                    |
| 19 | 11-02-1991 | Donnay Indoor Championship, Bruxelles  | Championship Series                | 465 000 $                          | Moquette (int.)                    | Todd Woodbridge Mark Woodforde       | Libor Pimek Michiel Schapers       | 6-3, 6-0                           |                                    |
| 20 | 10-02-1992 | Donnay Indoor Championship, Bruxelles  | Championship Series                | 665 000 $                          | Moquette (int.)                    | Boris Becker John McEnroe            | Guy Forget Jakob Hlasek            | 6-3, 6-2                           |                                    |